# Sparkasse der Stadt Straelen
Die Sparkasse der Stadt Straelen war eine Sparkasse in Nordrhein-Westfalen mit Sitz in Straelen. Sie war eine Anstalt des öffentlichen Rechts. Mit Wirkung zum 29. August 2016 fusionierten die Sparkasse Kleve, die Stadtsparkasse Emmerich-Rees und die Sparkasse der Stadt Straelen zur Sparkasse Rhein-Maas.

## Geschäftsgebiet und Träger
Das Geschäftsgebiet der Sparkasse umfasste die Stadt Straelen im Kreis Kleve, welche auch Trägerin der Sparkasse war.